# Дружба (Бердянськ)
Футбольний клуб «Дружба» — український футбольний клуб, який представляє місто Бердянськ Запорізької області.

## Попередні назви
- 1991—1993: «Дружба» (Осипенко)
- 1993—1996: «Дружба» (Бердянськ)

## Всі сезони в незалежній Україні
| Сезон   | Чемпіонат                | Чемпіонат | Чемпіонат | Чемпіонат | Чемпіонат | Чемпіонат | Чемпіонат | Чемпіонат | Кубок        | Кубок | Кубок | Кубок | Кубок | Кубок | Кубок | Примітка                                                                  |
| Сезон   | Ліга                     | Місце     | І         | В         | Н         | П         | М         | О         | Етап         | І     | В     | Н     | П     | М     | О     | Примітка                                                                  |
| ------- | ------------------------ | --------- | --------- | --------- | --------- | --------- | --------- | --------- | ------------ | ----- | ----- | ----- | ----- | ----- | ----- | ------------------------------------------------------------------------- |
| 1992    | Перехідна Друга підгрупа | 4 з 9     | 16        | 5         | 11        | 0         | 17−8      | 21        | -            | -     | -     | -     | -     | -     | -     | «Дружба» (Осипенко)                                                       |
| 1992/93 | Друга                    | 14 з 18   | 34        | 8         | 12        | 14        | 30−49     | 28        | 1/32 фіналу  | 2     | 1     | 0     | 1     | 2−5   | 2     | «Дружба» (Осипенко)                                                       |
| 1993/94 | Друга                    | 10 з 22   | 42        | 14        | 12        | 16        | 42−60     | 40        | 1/32 фіналу  | 2     | 1     | 0     | 1     | 1−2   | 2     | «Дружба» (Бердянськ)                                                      |
| 1994/95 | Друга                    | 10 з 22   | 42        | 16        | 11        | 15        | 40−43     | 59        | 1/128 фіналу | 1     | 0     | 1     | 0     | 0−0   | 1     | «Дружба» (Бердянськ)                                                      |
| 1995/96 | Друга Група Б            | 11 з 21   | 38        | 17        | 8         | 13        | 41-38     | 59        | 1/64 фіналу  | 2     | 1     | 0     | 1     | 2−3   | 2     | «Дружба» (Бердянськ), знялася із змагань перед початком наступного сезону |
| Всього  | Перехідна                | 1 сезон   | 16        | 5         | 11        | 0         | 17—8      | 21        | >4 сезони    | 6     | 2     | 1     | 3     | 5—10  | 5     |                                                                           |
| Всього  | Друга                    | 4 сезони  | 156       | 55        | 43        | 58        | 153—190   | 153       |              |       |       |       |       |       |       |                                                                           |